# Музеи конопли

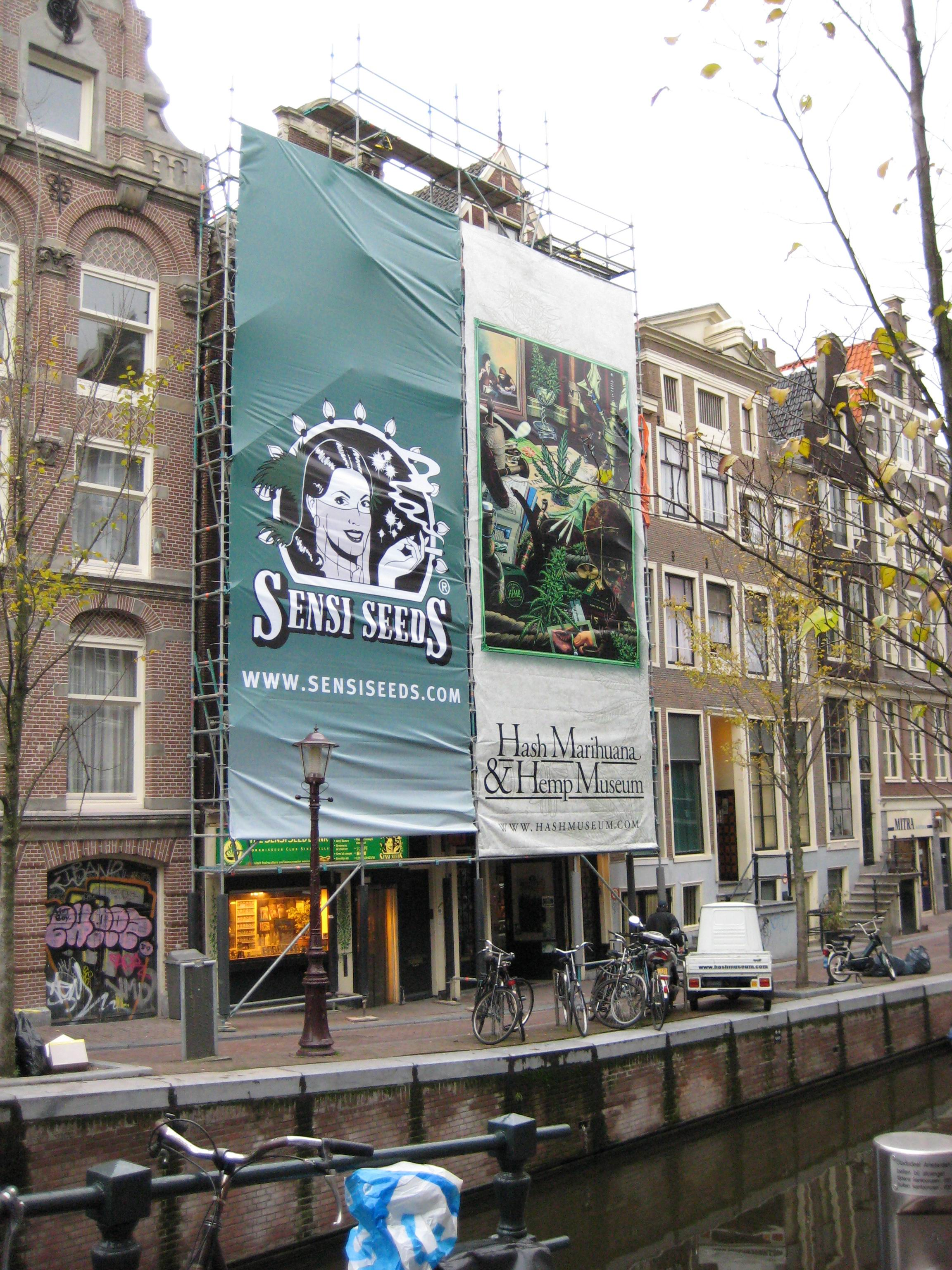
Музей гашиша, марихуаны и конопли в Амстердаме.

Музеи конопли существуют в нескольких странах мира: в Германии, Испании, Италии, Ирландии, Латвии, Нидерландах, Уругвае и Японии.
Пожалуй, самый известный и наиболее посещаемый из них, Hash Marihuana Hemp Museum, открылся в Амстердаме в 1991 году как частная коллекция известного коноплевода Бена Дронкерса. Экспозиция посвящена, главным образом, психотропной конопле, но встречаются стенды, посвящённые конопле посевной. В отдельном помещении музея за стеклом расположена действующая гидропонная теплица с лампами в 400 и 1000 Вт и мощными кустами конопли.
Берлинский Музей конопли (нем. Hanf Museum), открывшийся в 1994 году, имеет значительно меньшую площадь и менее богатую экспозицию. Здесь представлены фотографии, картины и исторические документы на тему выращивания конопли.
Французский Musee du Chanvre расположен в городе Блини и полностью посвящён выращиванию и переработке конопли посевной в допромышленную эпоху. Посетители могут увидеть сельскохозяйственные орудия, прялки, ткацкие станки, образцы канатов, тканей и швейных изделий из конопляного холста. Стены музея покрыты фотографиями зданий, построенных с применением конопляного волокна.
Японский музей Миасамура (деревни Миаса) находится в одноимённой деревне на западном побережье острова Хонсю, в префектуре Нагано. Это дом деревенского старосты, полностью построенный из конопли. В 1966 году он был объявлен национальным памятником. Вплоть до начала 1960-х годов район деревни Миаса был общеяпонским центром коноплеводства, однако в настоящий момент конопля здесь имеет только музейную ценность.
Музей конопли (или Музей марихуаны) в Барселоне открыт в 2012 году.
Первый в России Музей конопли открыт в 2023г. в Майкопе, Республика Адыгея. Музей посвящен месту конопли в экономике России в исторической ретроспективе, конопле как ценном продукте питания.
Планировалось открыть музей конопли в Украине, в Глухове, но в итоге он был создан лишь в виртуальном варианте. В России нет специализированного музея коноплеводства, однако экспозиции, посвящённые выращиванию и переработке конопли посевной, существуют в нескольких исторических и краеведческих музеях. Самая обширная из них находится в Музее-заповеднике народного зодчества на острове Кижи (Карелия).